# جایگاه پرکنی

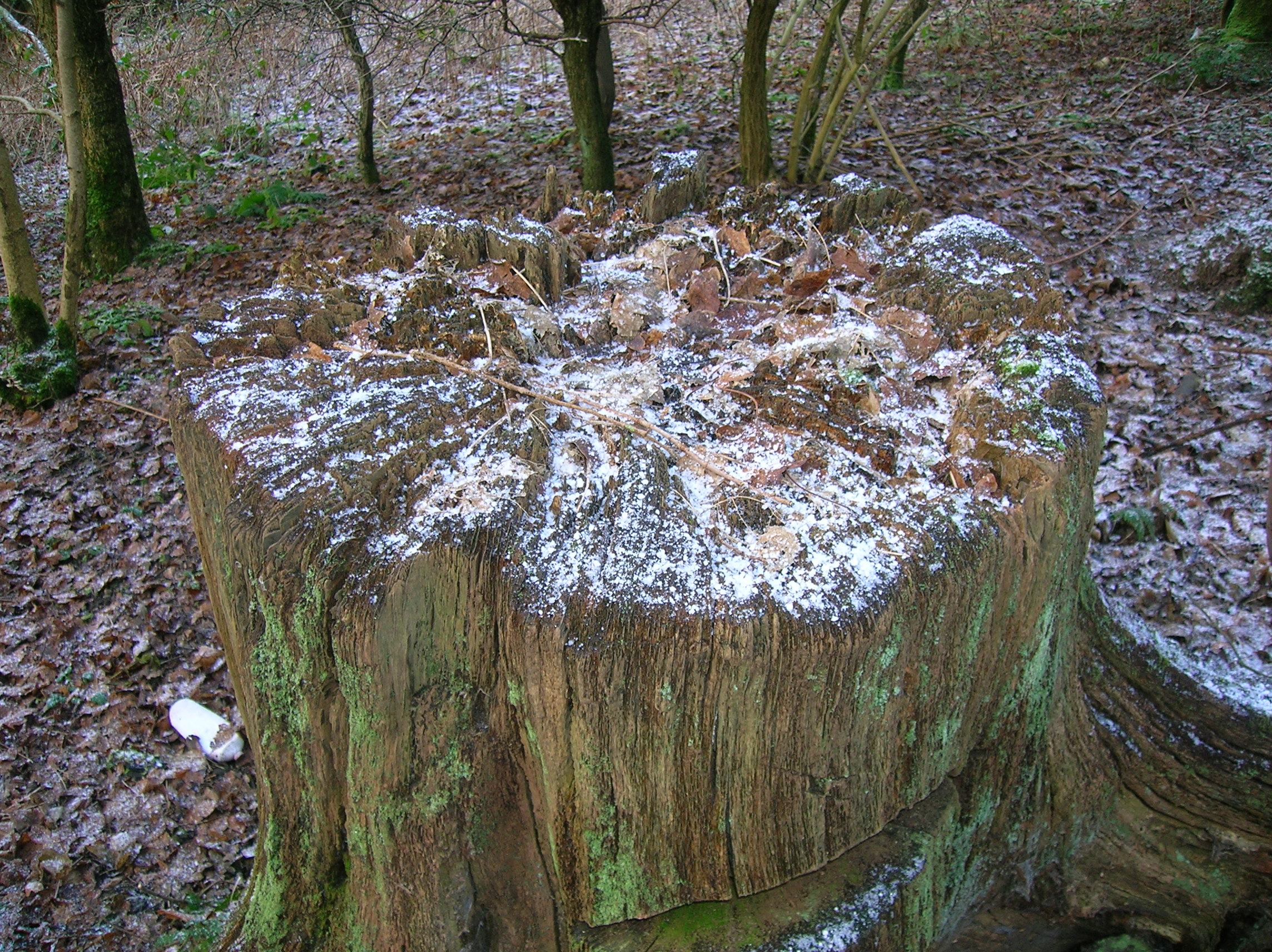
جایگاه پرکنی سطحی

جایگاه پرکنی (به انگلیسی: Plucking post)، سازه‌ای برجسته مانند کنده درخت است که به‌طور منظم توسط پرنده شکاری برای تکه‌تکه کردن طعمه، کندن پرها و سایر بخش‌های غیرخوراکی قبل از خوردن آن استفاده می‌شود.

## هدف

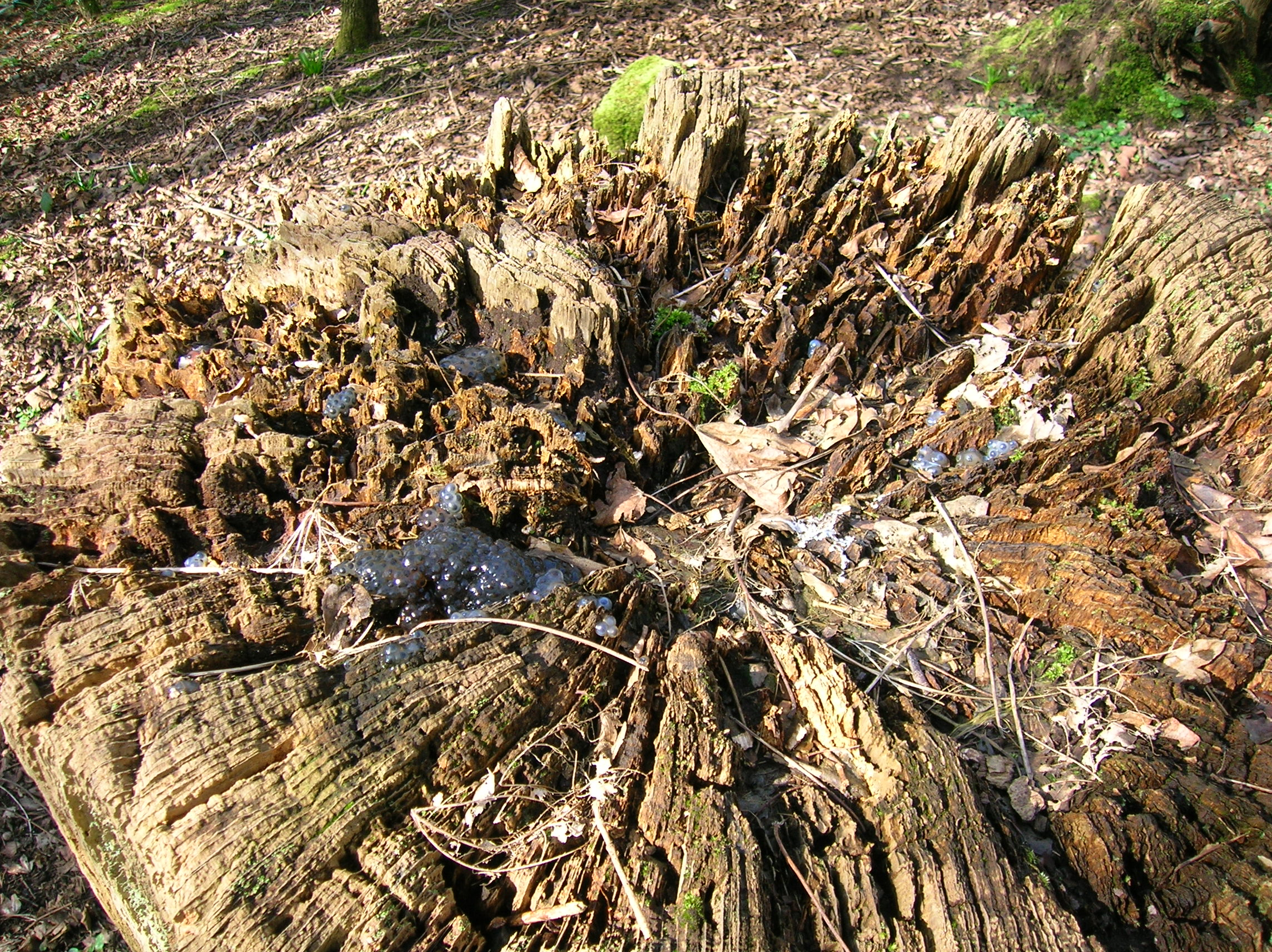
یک جایگاه پرکنی نسبتاً بلند که در اینجا برای تکه‌تکه کردن وزغ و دور انداختن تخم استفاده می‌شود.

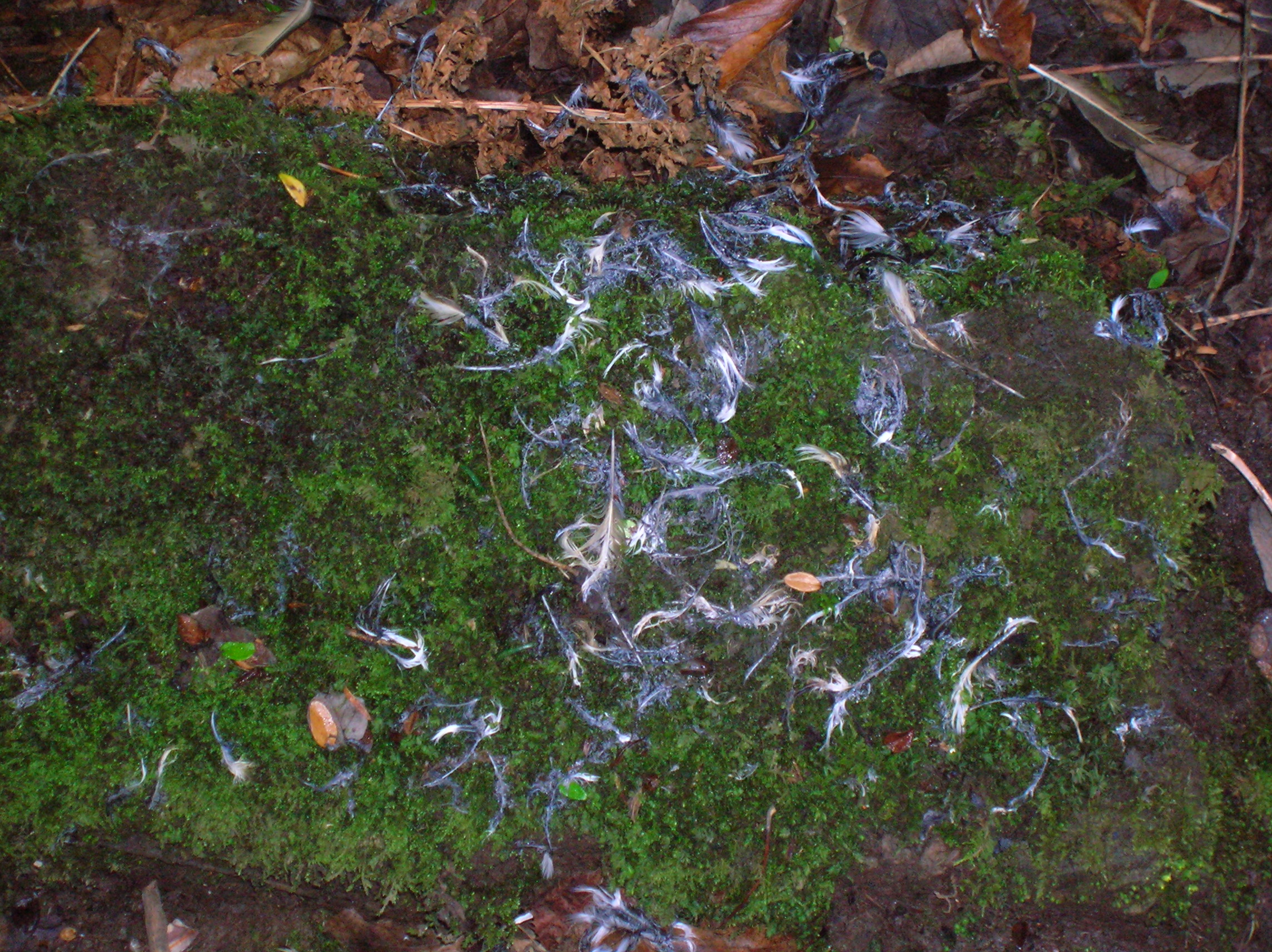
جایگاه پرکنی کنده درخت کم ارتفاع که برای پرکنی پرندگان شکارشده در مدرسه اسپایر در آیرشایر استفاده می‌شود.

ماهیت مرتفع جایگاه امکان فرود امن‌تری را با بار سنگین طعمه فراهم می‌کند و همچنین موقعیت مناسبی برای وارسی سایر شکارچیان است، در حالی که پرنده آسیب‌پذیر است و درگیر فرایند نسبتاً پیچیده کندن و تغذیه طعمه‌اش است. بسیاری از جغدها برای طعمه‌هایی که روی زمین صید شده‌اند، از جایگاه پرکنی استفاده می‌کنند. جغدهای نواری اغلب از لانه‌های قدیمی برای این منظور استفاده می‌کنند. جایگاه پرکنی توسط جغد انبار استفاده می‌شود که با پرواز در ارتفاع کم و آهسته بر روی یک منطقه از زمین باز، شناور بر روی نقاطی که طعمه‌های احتمالی را پنهان می‌کنند، شکار کنند. جغد انبار عمدتاً از مهره‌داران کوچک، به ویژه جوندگان تغذیه می‌کند. سارگپه معمولی یکی دیگر از کاربران جایگاه پرکنی است و حتی نسبت به جغد انبار رژیم غذایی متنوع‌تری دارد. قرقی (بازگنجشک) در ارتفاع پایین روی زمین پرواز می‌کند، با وارسی پرچین‌ها و حصارها، اما نزدیک به پوشش می‌ماند تا بتواند به سرعت بر روی قربانیان خود بپرد. در جنگل، چابک‌بودن آن را قادر می‌سازد تا به سرعت بین تنه‌ها و شاخه‌ها پرواز کند.
در نیوزیلند، شاهین نیوزیلندی شکار خود را به محل پرکنی می‌برد تا گردن پرنده را با استفاده از دندانه نوک خود که همه شاهین‌ها دارند، درآورد. سپس قبل از خوردن کل پرنده، پرها را می‌کند.
جایگاه‌های پرکنی مکان‌های ایده‌آلی برای چیدن پوست پرندگان هستند، بنابراین امکان مشاهده دقیق رفتار تغذیه‌ای پرندگان شکاری را فراهم می‌کنند.

## کارکرد

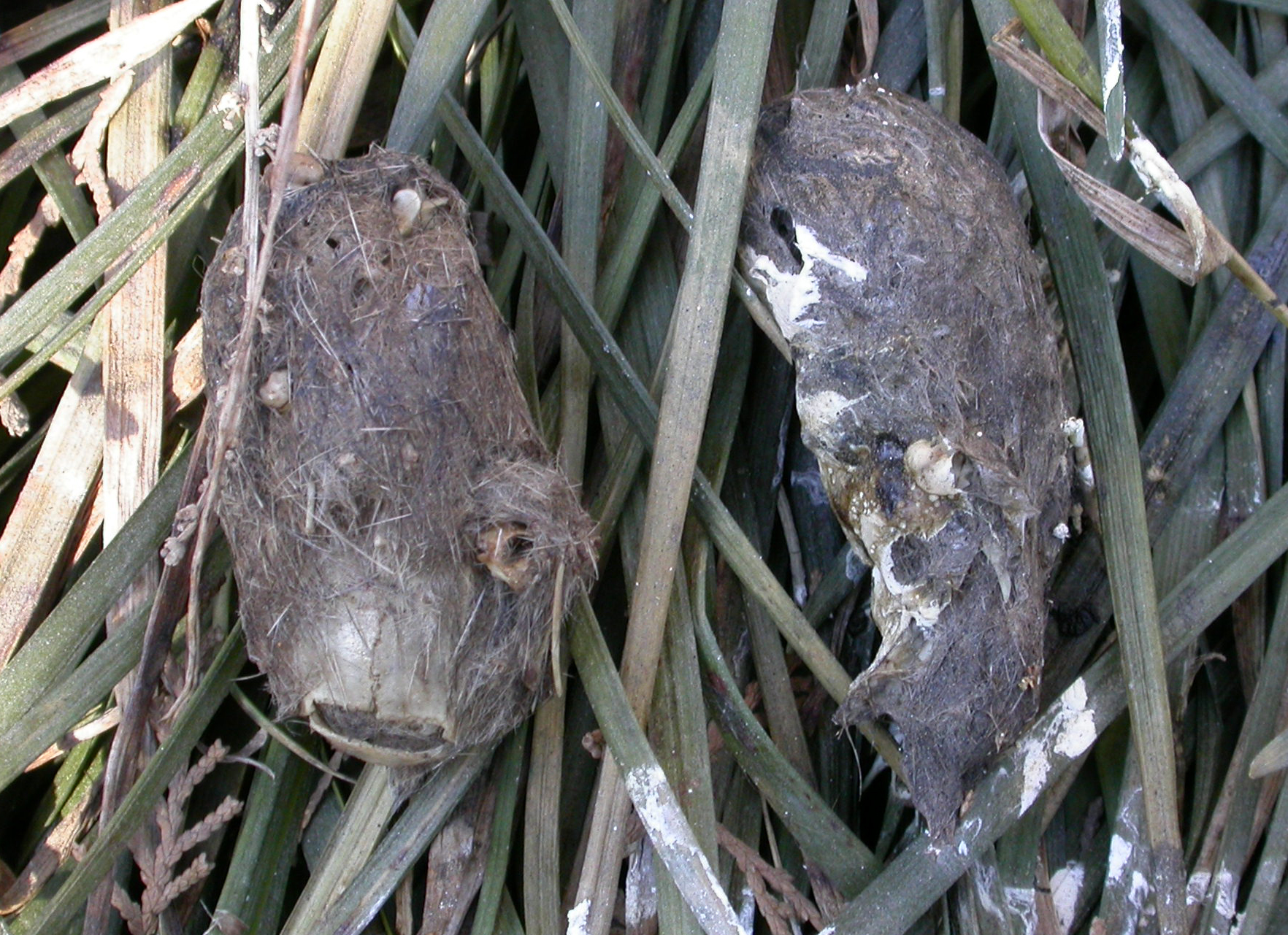
ریمه‌های یک جغد گوش‌دراز

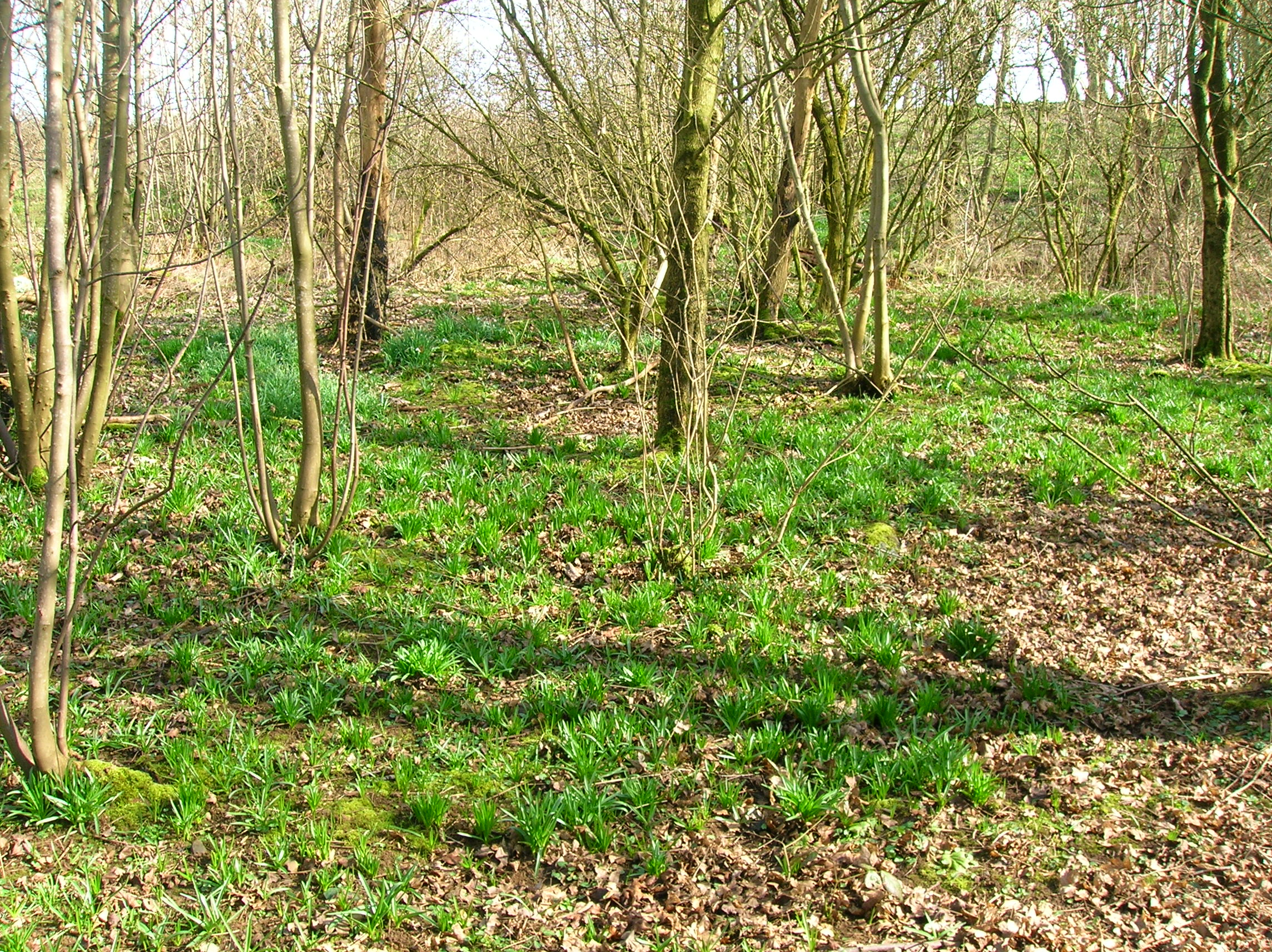
نمایی از یک مکان معمولی جنگلی

این جایگاه یک سطح محکم برای به چنگ گرفتن مؤثر پرنده و گاهی اوقات برای کمک به جداسازی مکانیکی شکار فراهم می‌کند. کنده درختان طبیعی و سازه‌های دست‌ساز مانند جایگاه‌های برآمده و پایه‌های حصار. تخته سنگ‌ها نیز ممکن است مورد استفاده قرار گیرند، به خصوص اگر دارای فرشی از خزه باشند یا ترک خورده یا آجدار باشند.
ریمه‌های پرندگان اغلب روی یا اطراف جایگاه پرکنی یافت می‌شوند که از انواع غیرقابل هضم مصرف‌شده توسط شکارگر تشکیل می‌شود.
جایگاه پرکنی، احاطه شده توسط پر و خز، ممکن است نشان دهد که محل آشیانه‌سازی شکارگرها نیز در همان نزدیکی است و ممکن است عمدتاً در طول فصل زادآوری مورد استفاده قرار گیرند.
دانشمندان می‌توانند از شواهد مربوط به جایگاه پرکنی برای ارائه اطلاعاتی در مورد رفتار تغذیه پرندگان شکاری مرتبط استفاده کنند.
همچنین پیشنهاد شده‌است که علائم مدفوع و پرکنی ممکن است روشی گسترده برای ارتباط بین زادآوری و قلمرو کنونی به همنوعان باشد.
در محیط‌های امن یا دشوار، جایگاه پرکنی ممکن است روی سطح زمین باشد.